# Alfonso Obregón
Alfonso Obregón, né le 12 mai 1972 à Portoviejo, est un footballeur équatorien. Il était milieu de terrain.

## Biographie
Il a passé la majorité de sa carrière dans les clubs équatoriens du CD Espoli et du LDU Quito.
Avec le club de la Liga Deportiva Universitaria de Quito, il a remporté le championnat d'Équateur à six reprises : en 1998, 1999, 2003, 2005, 2007 et 2008. Il a également remporté la prestigieuse Copa Libertadores en 2008.
En juin 2002, le sélectionneur Hernán Darío Gómez annonce qu'Alfonso Obregon est retenu dans la liste des 23 joueurs pour jouer la Coupe du monde 2002 au Japon.
Au total, il a obtenu 58 sélections en équipe d'Équateur entre 1995 et 2004.

## Palmarès
- Vainqueur de la Copa Libertadores en 2008 avec le LDU Quito
- Champion d'Équateur en 1998, 1999, 2003, 2005, 2007 et 2008 avec le LDU Quito